# Knight Bachelor

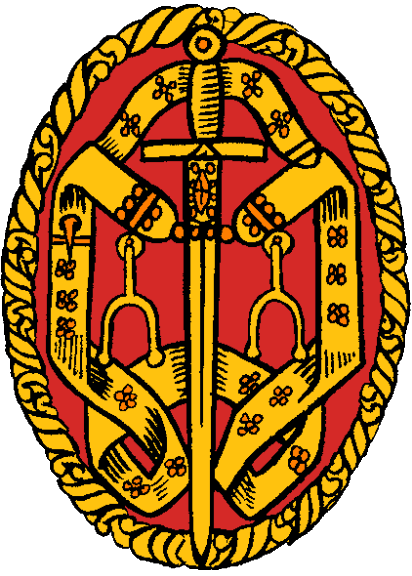
Insígnia de Knight Bachelor criada em 1926)

O título de  Knight Bachelor  (Kt) constitui uma categoria  do sistema honorífico britânico. É concedido pelo monarca a um homem que é feito cavaleiro mas não introduzido numa das ordens organizadas de  cavalaria, situando-se   abaixo  dos membros dessas ordens.
Trata-se do  mais antigo grau de cavaleiro, tendo sido registrado já no século XIII, no reinado de Henrique III (1216 – 1272). Na época, o acréscimo do termo Bachelor (do latim medieval Baccalarius, através do francês antigo bacheler, 'cavaleiro desacompanhado', isto é, que não conduz companheiros armados, no combate; por extensão, 'jovem nobre') decorre do fato de que o título é atribuído exclusivamente ao indivíduo, não se transmitindo aos descendentes.
Knight Bachelor não tem equivalente feminino, dado que o mais baixo título honorífico concedido a uma mulher é o Dame Commander of the Most Excellent Order of the British Empire (DBE), que está um grau acima do Knight Bachelor. Estrangeiros também não podem vir a ser Knights Bachelor; geralmente, tornam-se Knight Commander of the Most Excellent Order of the British Empire (KBE).
Os Knight Bachelors são autorizados a preceder seus nomes de batismo pelo título de Sir, enquanto as suas esposas podem usar o título de Lady, precedendo o nome de família. Uma vez que não se trata de cavaleiros de uma ordem de cavalaria, não há letras pós-nominais associadas ao título, embora possam  ser usadas, em documentos não oficiais, as letras "Kt" após o nome, sendo o "t" sempre minúsculo, para evitar confusão com "KT", que são as letras pós-nominais dos Knights of the Thistle (cavaleiros da Ordem do Cardo-selvagem).